# Ganz
Ganz (Ganz vállalatok, Ganz Holding Co. Ltd.) je maďarská společnost známá výrobou tramvají a průkopník v aplikaci třífázového střídavého proudu na železnici. Firma vyráběla také lodě (Ganz Danubius), mostní ocelové konstrukce (Ganz Acélszerkezet) či vysokonapěťové zařízení (Ganz Transelektro). Mezi zaměstnanci Ganzu byli například Kálmán Kandó či Ottó Bláthy. Společnost založil v roce 1844 Ábrahám Ganz jako Ganz & Cie.
V roce 2006 zakoupila sektor Ganz Transelektro indická nadnárodní společnost Crompton Greaves, stále však podniká pod jménem Ganz. Zatímco sektor zabývající se elektrickou trakcí (pohonné a řídící systémy pro elektromobily) zakoupil Škoda holding a je nyní součástí Škoda Electric.
Tramvaje značky Ganz jezdily například i na úzkorozchodných tratích v Bratislavě a Záhřebu.
Během své historie firmy vyráběla i osobní a nákladní automobily a autobusy.

## Galerie

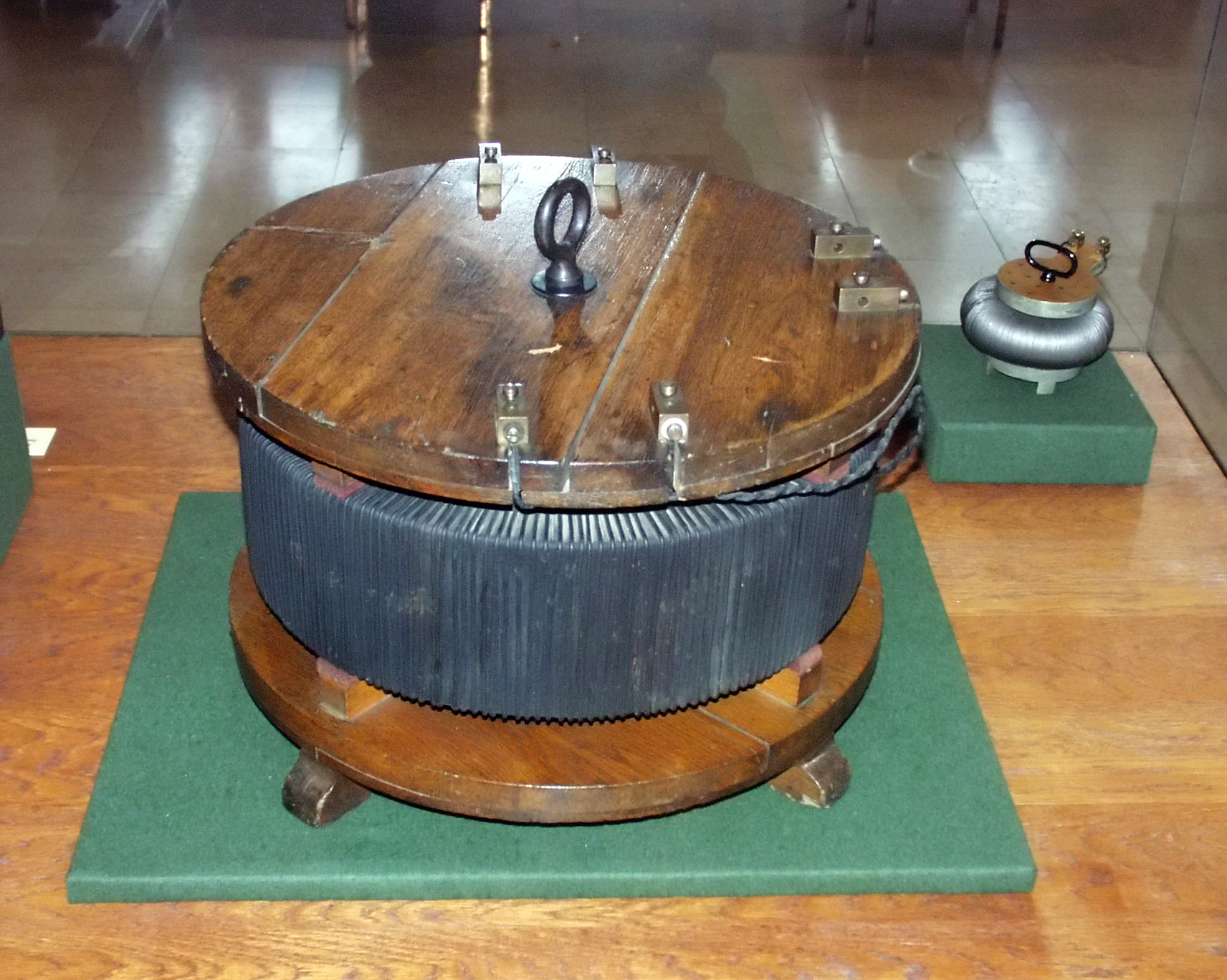
Prototyp prvního vysokoúčinného transformátoru na světě
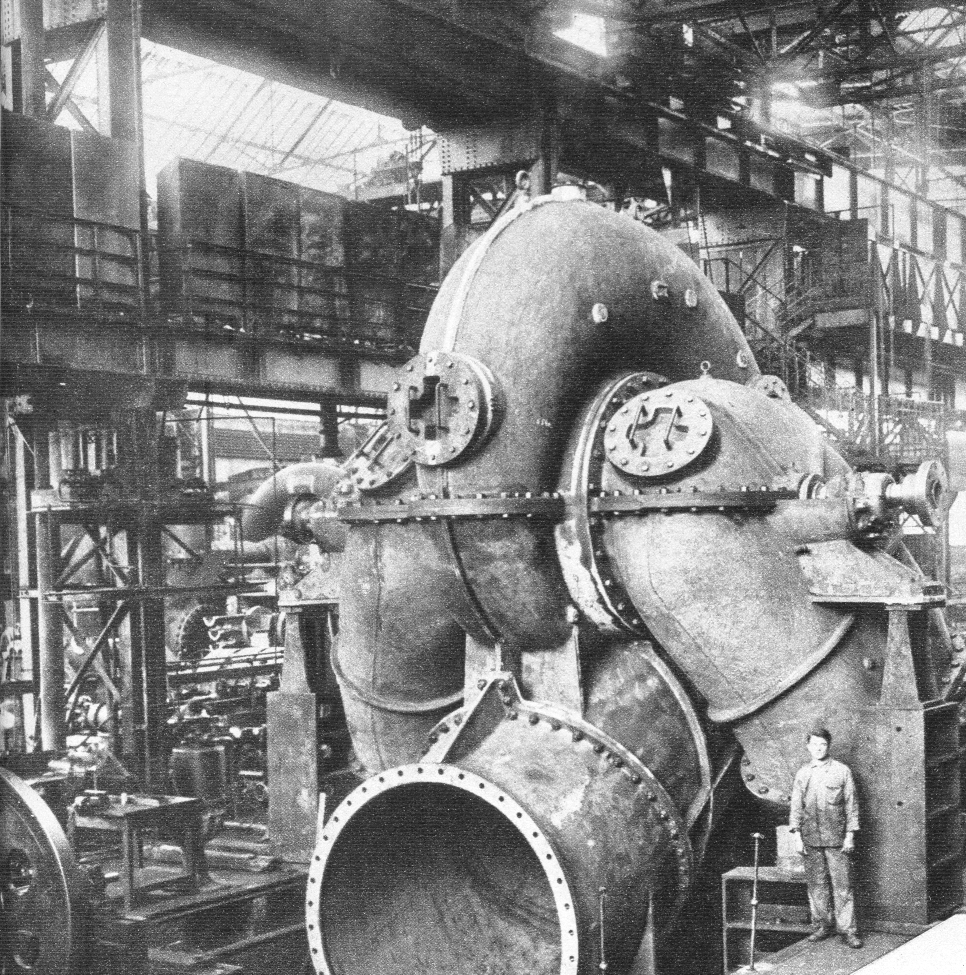
Výstavba vodního turbogenerátoru ve firmě Ganz v roce 1886
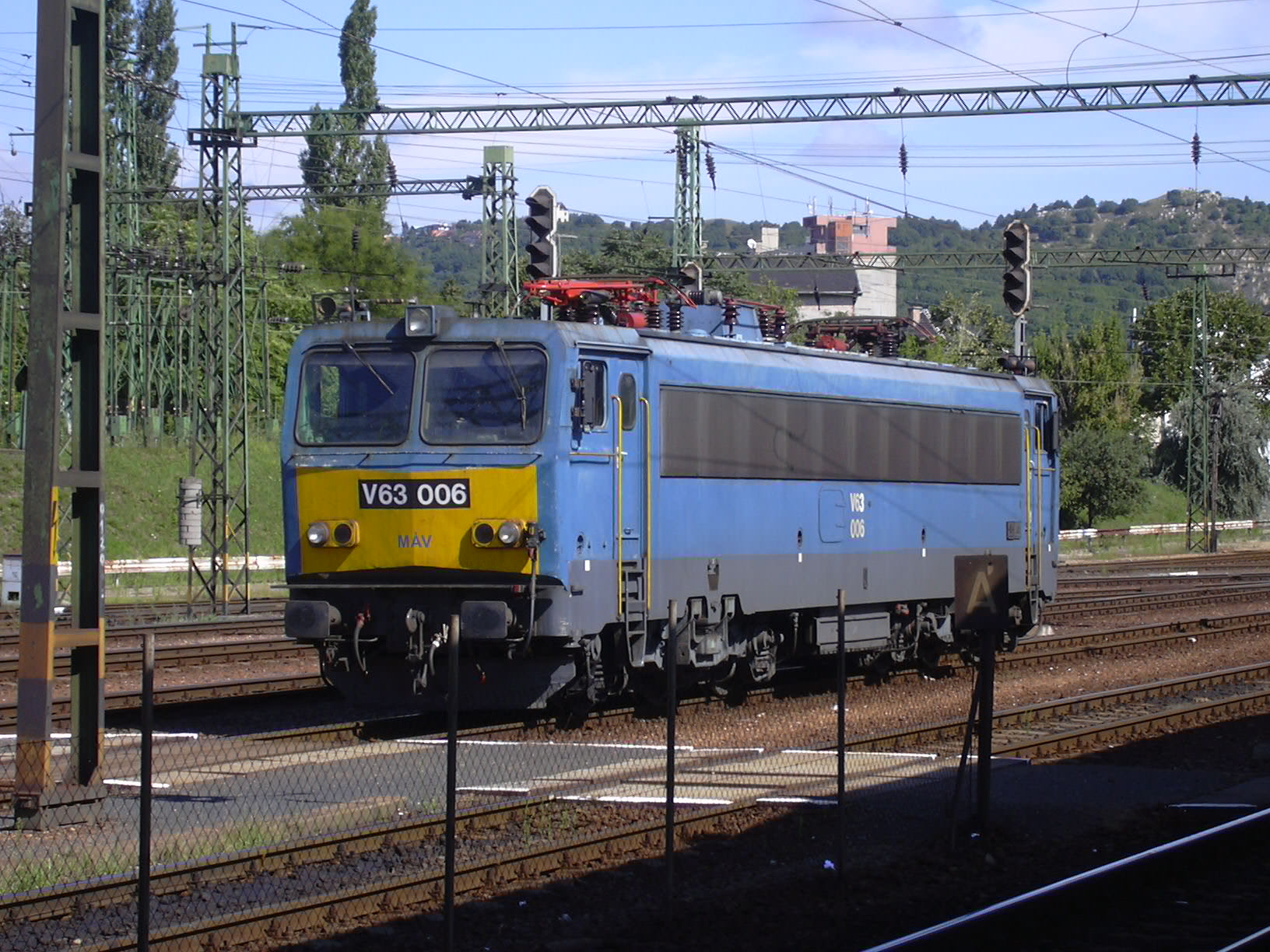
V63 vyrobená firmou Ganz